# Herbert Ziemer
Herbert Paul Wilhelm Leopold Ziemer (né le 9 août 1888 à Königsberg et mort le 26 novembre 1975 à Kiel) est un avocat administratif allemand. Il est le dernier administrateur de l'arrondissement de Johannisburg. En 1945, il est administrateur de l'arrondissement de Flensbourg-Campagne (de).

## Biographie
En tant que fils d'un riche fabricant de brandy, Ziemer étudie le droit à l'Université de Königsberg. En 1909, il devient membre du Corps Hansea Königsberg. Insatisfait après le premier examen de stagiaire au tribunal de Saalfeld, il préfère devenir officier de réserve et, si possible, officier professionnel.

### Sibérie
Il prend un congé d'un an du service judiciaire et est commandé par le plus haut ordre du cabinet au 152e régiment d'infanterie (pl) à Marienbourg. Blessé à la bataille de Waplitz (de) moins de quatre semaines après le déclenchement de la Première Guerre mondiale, il est fait prisonnier de guerre par les Russes. Pendant trois ans et demi, il est envoyé à Moscou et en Sibérie, à Tomsk, Shkotovo, Khabarovsk et Kansk. Dans ses mémoires non publiées, il apprécie le bon traitement, presque amical, des officiers allemands capturés. Avec la Révolution d'Octobre, cela tourne à l'hostilité.

### Prusse-Orientale
Après sa libération, Ziemer entre dans la fonction publique de l'État libre de Prusse, d'abord au bureau de l'arrondissement de Fischhausen, puis au gouvernement de district de Königsberg. En juin 1930, le ministère d'État prussien (de) le nomme successeur de l'administrateur déchu Georg Gottheiner (de) dans l'arrondissement de Johannisburg. Le conseil d'arrondissement vote à l'unanimité pour lui. À cette époque, de plus en plus d'exploitations agricoles doivent être vendues aux enchères, ce qui provoque des troubles. L'administration "a fort à faire pour protéger et préserver l'application des lois sur l'aide à l'Est. L'action fait naître quelques doutes, car des personnes indignes se sont glissées dans l'encadrement". Ziemer reconnait que les subventions basées sur l'exploitation individuelle sont un mal, car elles mettent en danger la morale et qu'il est presque impossible pour l'administration d'agir de manière absolument équitable.
Appartenant à l'aile droite du Parti populaire allemand, Ziemer est également toléré par les nationaux-socialistes après 1933, qui luttent avant tout contre « la réaction » dans les arrondissements. Lorsque les combats éclatent en Prusse-Orientale en 1944/1945, il reçoit l'ordre d'évacuer le 19 janvier 1945 de la part du NSDAP.

### Schleswig-Holstein
Ziemer s'enfuit en Allemagne de l'Ouest et arrive dans l'arrondissement de Flensbourg-Campagne (de), où il administre ce dernier à la fin de la guerre.
À partir de 1948, il travaille à l'Office d'État du Schleswig-Holstein pour la gestion des actifs et des dettes. De 1955 à 1967, il est, d'abord en tant que gardien en vertu du droit de l'occupation, puis après la promulgation de la loi sur la liquidation des entités juridiques (de) en 1965, en tant que mandataire de l'État fédéral, de la gestion fiduciaire des biens immobiliers mecklembourgeoises dans les communes de Ziethen et Bäk et les domaines de Römnitz et Mechow, qui sont rattachés à l'arrondissement du duché de Lauenbourg par l'accord Barber-Ljaschtschenko (de). Son successeur comme administrateur est Klaus von der Groeben.
En 1957, Ziemer devient chevalier d'honneur, plus tard chevalier en droit de l' Ordre de Saint-Jean et commissaire d'État pour l'assistance aux victimes de Saint-Jean dans le Schleswig-Holstein. Le Corps Albertina Hamburg et le Corps Saxonia Kiel lui décernent le ruban en 1952. Il est récipiendaire de la Croix du mérite de guerre de 1re classe et la Croix fédérale du Mérite de 1re classe.
Il joue un rôle clé dans la mise en place du parrainage de l'arrondissement de Flensbuorg-Campagne à partir de 1954 (à partir de 1974 arrondissement de Schleswig-Flensbourg) pour les expulsés de l'arrondissement de Johannisburg et est membre honoraire de la communauté de l'arrondissement de Johannisburg dans l'Association patriotique de Prusse-Orientale.
Il décède à l'âge de 87 ans et est enterré au cimetière d'Ohlsdorf le 3 décembre 1975.

## Publications
- Heldengräber im Kreise Johannisburg aus dem Weltkrieg 1914–1918. Zusammengestellt von Herbert Ziemer und Wilhelm Hubert. Preuß, Johannisburg / Ostpreußen 1937